# Manuel García Benet
Manuel García Benet (1875-1937) fue un militar español.

## Biografía
Nacido el 2 de agosto de 1875, ingresó en la Academia de Infantería de Toledo en 1892. Llegó a intervenir en la guerra de Cuba y posteriormente en la guerra del Rif, mandando varias unidades. Estaba en posesión de varias condecoraciones, como varias Cruces del Mérito Militar o la Cruz de San Hermenegildo. En mayo de 1936 fue ascendido al rango de general de brigada. Tras el estallido de la Guerra civil el gobierno le nombró jefe del Cantón militar de Carabanchel, aunque no llegó a tomar posesión del cargo. No tuvo un papel relevante durante la contienda, y poco después pasó a la reserva. Falleció en 1937.